# 빌리 미첼산

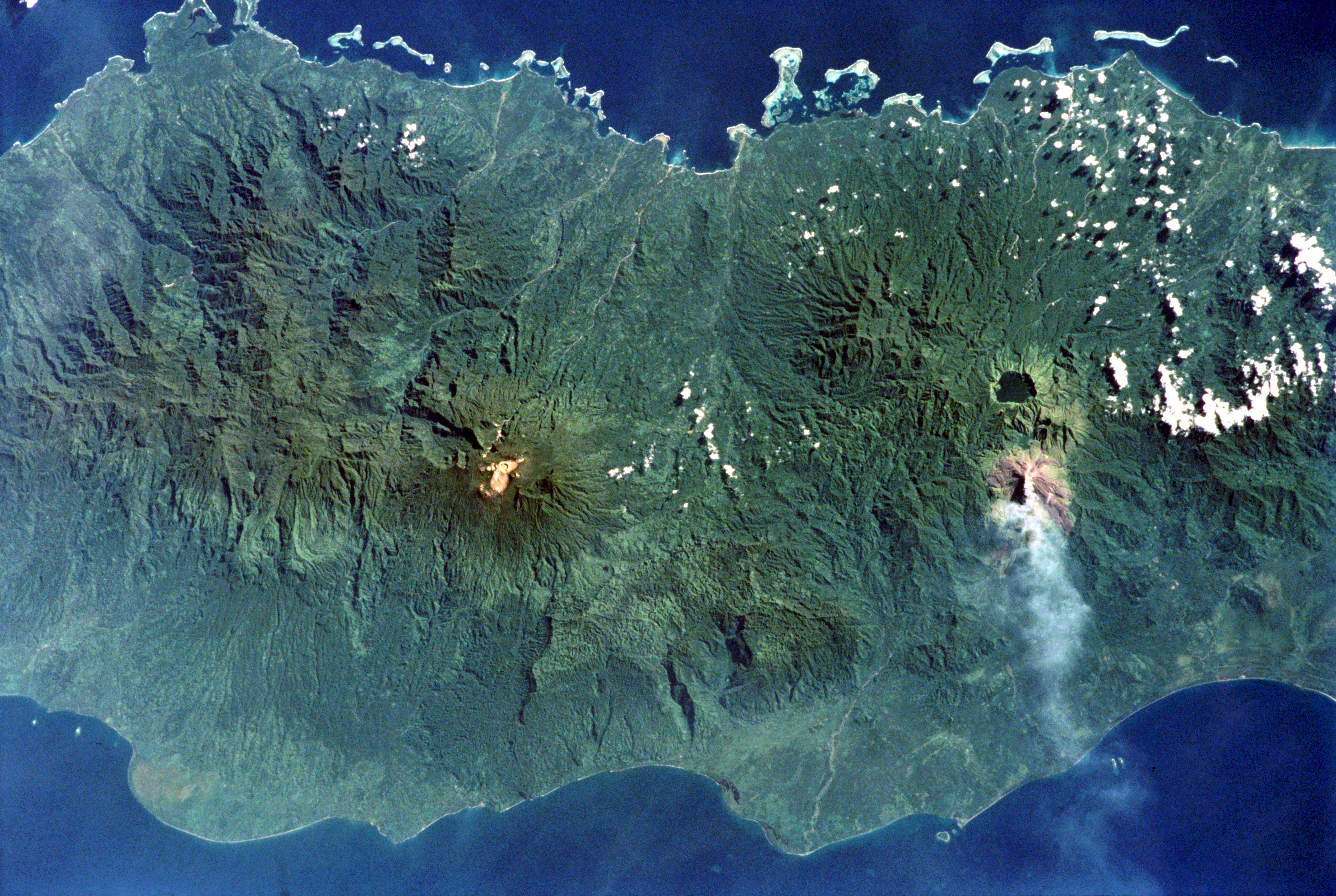

빌리 미첼산(Billy Mitchell)은 파푸아뉴기니의 부건빌섬에 있는 화산이다. 이 화산은 순상 화산위에 지름 2km의 칼데라가 형성된 화산이다. 과거 큰 분출이 2번 있었으며, 그 중 마지막 분화인 1580년의 분출은 화산 폭발 지수 6의 규모로 정상에 지름 2km의 칼데라를 생기게 하였다. 옆에는 활화산인 바가나산이 위치하고 있다.